# Tahchin

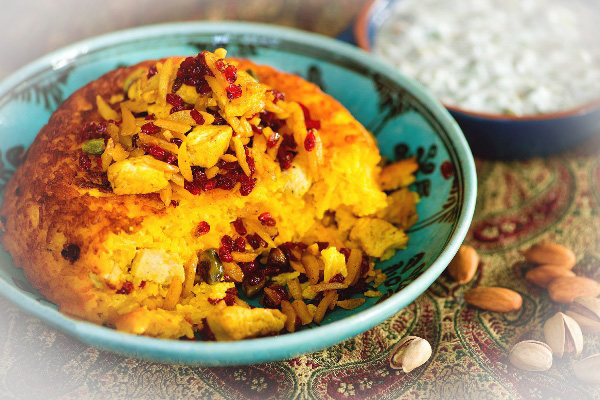
Tahchin, ein persischer Reiskuchen

Tahchin (persisch ته‌چین tahtschin, DMG tahčīn) ist ein iranisches Reisgericht, das hauptsächlich aus Reis, Joghurt, Eiern, Safran und verschiedenen Fleischsorten besteht.
Tahchin bedeutet aus dem Persischen übersetzt „auf dem Boden angeordnet“. Tahchin besteht im Allgemeinen aus zwei Teilen: Der erste Teil ist eine dicke Kruste mit Safrangeschmack, Tahdig genannt, oft gemischt mit gekochtem rotem Fleisch oder Hühnchen; der zweite Teil besteht aus einfachem Reis, der auf diese Kruste geschichtet wird. Die einfache Reisschicht kann jedoch weggelassen werden, was zu einem geformten Tahchin führt.

## Zubereitung
Um Tahchin zuzubereiten, wird der Reis zunächst gekocht und abgetropft. In einer separaten Schüssel werden die Eier geschlagen und mit Joghurt, etwas Wasser und Salz vermischt. Dieser Mischung wird eine Safranlösung zugesetzt. Etwa die Hälfte des abgetropften Reises wird mit dieser Soße vermischt und dann in einen Topf mit heißem Öl am Boden gegeben, wo darauf vorbereitetes Hähnchen oder rotes Fleisch geschichtet wird; Anschließend wird der restliche Reis über die Zutaten gegossen und gedämpft.
Für die Zubereitung von Hühnchen oder rotem Fleisch in Tahchin werden Zutaten wie Zwiebeln, Karotten, Kurkuma, Lorbeerblätter, Petersilie, Sellerie, Estragon, Bohnenkraut und andere verwendet.
Die Art und Weise, wie Tahchin serviert wird, besteht darin, zuerst einfachen Reis in eine Schüssel zu geben, dann Hühnchen oder ein anderes zubereitetes Fleisch daraufzulegen und dann weiteren einfachen Reis hinzuzufügen. Anschließend wird das etwa 2–3 Finger dicke Tahchin geschnitten und darauf gelegt. Durch die Eier und den Joghurt enthält Tahchin meist mehr Öl, das sich oft am Boden des Gerichts absetzt.

## Versionen
Neben Hühnchen und Fleisch kann Tahchin auch mit Auberginen, Spinat und grünen Bohnen zubereitet werden. Ali Akbar Khan Ashpazbashi, ein Koch am königlichen Hof der Kadscharen, beschrieb beispielsweise die Zubereitung von Spinat-Tahchin wie folgt: „Waschen, hacken und abtropfen lassen; nach Wunsch getrocknete Pflaumen oder Berberitze oder gemahlene saure Weintrauben unter den Reis geben.“ Kruste, nachdem man einen Löffel Pilaw hineingelegt hat. Die Pflaumen und die Berberitze werden separat zum Tahchin hinzugefügt. In diesem Tahchin kann man statt getrockneter Pflaumen auch Granatapfelpaste oder entkernte Berberitze verwenden.
Das für Tahchin-Fleisch verwendete Fleisch ist normalerweise Schulter oder Brust. Die Einwohner von Sirdschan verwenden Rippen- und Brustfleisch vom Lamm, das in ihrem Dialekt als „Dem Shaleh-Fleisch“ bezeichnet wird. Zur Zubereitung wird das Fleisch mit Wasser, Zwiebeln und Salz gekocht, nach dem Abkühlen mit Joghurt und Safran vermischt und vor dem Garen über Nacht an einem kühlen Ort stehen gelassen.
Der nomadische Basseri-Stamm verwendet Lamm- oder Ziegenfleisch oder eine Hybride als Tahchin-Fleisch und würzt das Fleisch mit Kümmel. Wenn statt Lamm oder Zicklein Wildfleisch verwendet wird, wird es zerstampft und zwischen Reisschichten gelegt. Wenn der Kopf des Lamms oder Zickleins im Pilaw-Topf enthalten ist, wird er Kaleh Pacheh genannt. Wenn Geflügel wie Hühnchen oder Rebhuhn verwendet wird, wird das Gericht als Hühnchen- oder Rebhuhn-Tahchin bezeichnet.
In einigen Regionen ist Tahchin ein zeremonielles Gericht. In Sangesar bereiten Frauen „Nouroei Tam“ oder „Plow Nowruz“ für Nowruz vor. Ein Merkmal dieses Pilaws, der als eine Art Tahchin gilt, ist die Fülle an Pflaumen und ganzem Spinat. Am Nowruz-Tag wird den Gästen ein Teller dieses Pilaws serviert, von denen erwartet wird, dass sie aus Respekt vor dem Gastgeber zumindest einen Teil davon zusammen mit anderen lokalen Milchprodukten und Früchten verzehren. Die Zubereitung dieses besonderen Pilaws ist eine der Hauptaufgaben der Sangesar-Frauen auf Nowruz, und angesichts der Anzahl potenzieller Gäste stehen sie frühmorgens auf, um ihn zuzubereiten.
Zu den Reisebräuchen, die die Menschen in Shahrud beobachten, gehört die Zubereitung von Tahchin-Bohnen in der ersten Nacht einer Reise. Sie verteilen dieses Tahchin unter Verwandten und Freunden, oft begleitet von der Phrase „Ash-e Lobia, zoodi bia“ (Bohneneintopf, komm bald wieder).
Früher bereiteten die Teheraner je nach Wetterlage unterschiedliche Gerichte für Sahūr zu: deftige, fleischreiche Gerichte für kalte Tage und leichtere, fettarme Speisen für den Sommer. Pilaw Tahchin mit rotem Fleisch oder Huhn gehörte zu den Gerichten, die für Sahūr in der kalten Jahreszeit zubereitet wurden, wobei reichlich die besten tierischen Öle verwendet wurden.

## Varianten
Tahchin kann auf verschiedene Arten gekocht werden:
- Hühnchen Tahchin (Persisch: ته‌چینِ مرغ, latinisiert: Tahchin-e Morgh)[5]
- Fleisch Tahchin (Persisch: ته‌چینِ گوشت, latinisiert: Tahchin-e Goosht)[5]
- Auberginen Tahchin (Persisch: ته‌چینِ بادنجان, latinisiert: Tahchin-e Badenjan)[6]
- Spinat Tahchin (Persisch: ته‌چینِ اسفناج, latinisiert: Tahchin-e Esfenaj)[7]

Tahchin wird in der Regel entweder in einem Topf im Stil eines Feuertopf oder in einer Glasbackform zubereitet und kann entweder im Backofen oder auf dem Herd gekocht werden. Heutzutage wird er auch in speziellen Reiskochern zubereitet.